# Memorandum paryskie
Memorandum paryskie (Paris Memorandum of Understanding on Port State Control) - międzynarodowe porozumienie państw Europy z 1982 roku, w sprawie regionalnego systemu portowej kontroli statków obcych bander zawijających do ich portów. Do tego memorandum należy także Kanada oraz Rosja. 
Polska jest uczestnikiem i sygnatariuszem porozumienia od 1 stycznia 1992 roku.

## Cel
Celem Memorandum jest stowarzyszenie państw prawnych dla inspekcji portowych statków obcych bander pod kątem bezpieczeństwa życia na morzu, zanieczyszczania środowiska morskiego oraz warunków pracy załóg statków na morzu.